# آدور (جمهوری آذربایجان)
آدور (به لاتین: Adur) یک منطقه مسکونی در جمهوری آذربایجان است که در شهرستان قوبا واقع شده است.